# Silignea rubraria
Silignea rubraria là một loài bướm đêm trong họ Noctuidae.